# Melicertissa platygaster
Melicertissa platygaster är en nässeldjursart som beskrevs av Nair 1951. Melicertissa platygaster ingår i släktet Melicertissa och familjen Laodiceidae.
Artens utbredningsområde är Indiska oceanen. Inga underarter finns listade i Catalogue of Life.